# سامیت پوینت (ویرجینیای غربی)
سامیت پوینت (به انگلیسی: Summit Point) یک منطقهٔ مسکونی در ایالات متحده آمریکا است که در شهرستان جفرسون، ویرجینیای غربی واقع شده‌است. سامیت پوینت  ۱٬۰۲۶ نفر جمعیت دارد.